# VF Corporation
VF Corporation (anteriormente Vanity Fair Mills até 1969) é uma empresa global americana de vestuário e calçados fundada em 1899 por John Barbey e com sede em Denver, Colorado. As 13 marcas da empresa estão organizadas em três categorias: Outdoor, Active e Work. A empresa controla 55% do mercado americano de mochilas com as marcas JanSport, Eastpak, Timberland e The North Face.

## História
Em outubro de 1899, John Barbey e um grupo de investidores estabeleceram a empresa como Reading Glove and Mitten Manufacturing Company (ou simplesmente The Reading Glove) em Reading, Pensilvânia. Incorporada em 4 de dezembro daquele ano, eles começaram com US$ 11.000 em uma fábrica de 32 m².
Expandindo-se para lingerie de seda em 1913, marcando sua linha de lingerie como Vanity Fair. Logo depois, o nome da empresa mudou para Vanity Fair Mills, abrindo o capital em 1951.
Em 1969, a HD Lee Company (agora Lee) foi adquirida, acompanhada pela mudança da Vanity Fair Mills para VF Corporation. Em 1982, a VF registrou lucros de $ 15,5 milhões em vendas de $ 184 milhões. Adquirindo a Blue Bell Inc. por US$ 762 milhões em 1986, a VF adicionou Wrangler, JanSport, Rustler, Jantzen e Red Kap ao seu portfólio, tornando-a a maior empresa de roupas de capital aberto. A VF também se tornaria uma das duas maiores fabricantes de jeans do mundo, com 25% do mercado.
Em 1998, a VF mudou sua sede de Wyomissing, Pensilvânia, para Greensboro, Carolina do Norte, para ficar mais próxima de suas operações.
No início dos anos 2000, as aquisições da VF incluíram The North Face e Eastpak em 2000; e Kipling, Napapijri e Vans em 2004. A empresa vendeu seu negócio de lingerie 'Vanity Fair Intimates' para a Fruit of the Loom por US$ 350 milhões em dinheiro em 23 de janeiro de 2007.
Eric C. Wiseman tornou-se presidente, CEO e presidente do conselho em 2008, o mesmo ano em que a VF adquiriria a Mo Industries Holdings, empresa controladora das marcas de roupas esportivas Splendid e Ella Moss.
Em 2011, a VF Corporation anunciou sua intenção de comprar a Timberland por $ 2,2 bilhões, um negócio que seria fechado em setembro daquele ano.
Em 2018, a VF adquiriria a Icebreaker, complementando sua marca Smartwool, já que ambas apresentam lã Merino em suas roupas e acessórios. Em 2020, a VF adquiriu a marca de streetwear Supreme por US$ 2,1 bilhões.

### Spin off
Em agosto de 2018, foi anunciado que a VF se dividiria em duas empresas separadas. As lojas de jeans e outlet seriam desmembradas como Kontoor Brands. A VF manteve os negócios de roupas e calçados esportivos e mudou sua sede corporativa (e cerca de 800 funcionários) para Denver, Colorado. Um prédio de escritórios de 11 andares na Wewatta Street, 1551, perto da Denver Union Station, se tornaria a nova sede corporativa da VF.
A Kontoor Brands Inc. tornou-se uma empresa separada com o símbolo de ações KTB em maio de 2019. Kontoor inclui Lee, Wrangler, Rock &amp; Republic e VF Outlets. A empresa tinha 17.000 funcionários, 600 na sede, na 400 North Elm Street em Greensboro, e merchandising, design, desenvolvimento de produtos e inovação na Revolution Mill.

## Marcas

### Marcas atuais

#### Vestuário de trabalho
- Dickies (2017)[20]

#### Esportes ao ar livre e de ação
Data da aquisição ou fusão entre parênteses.

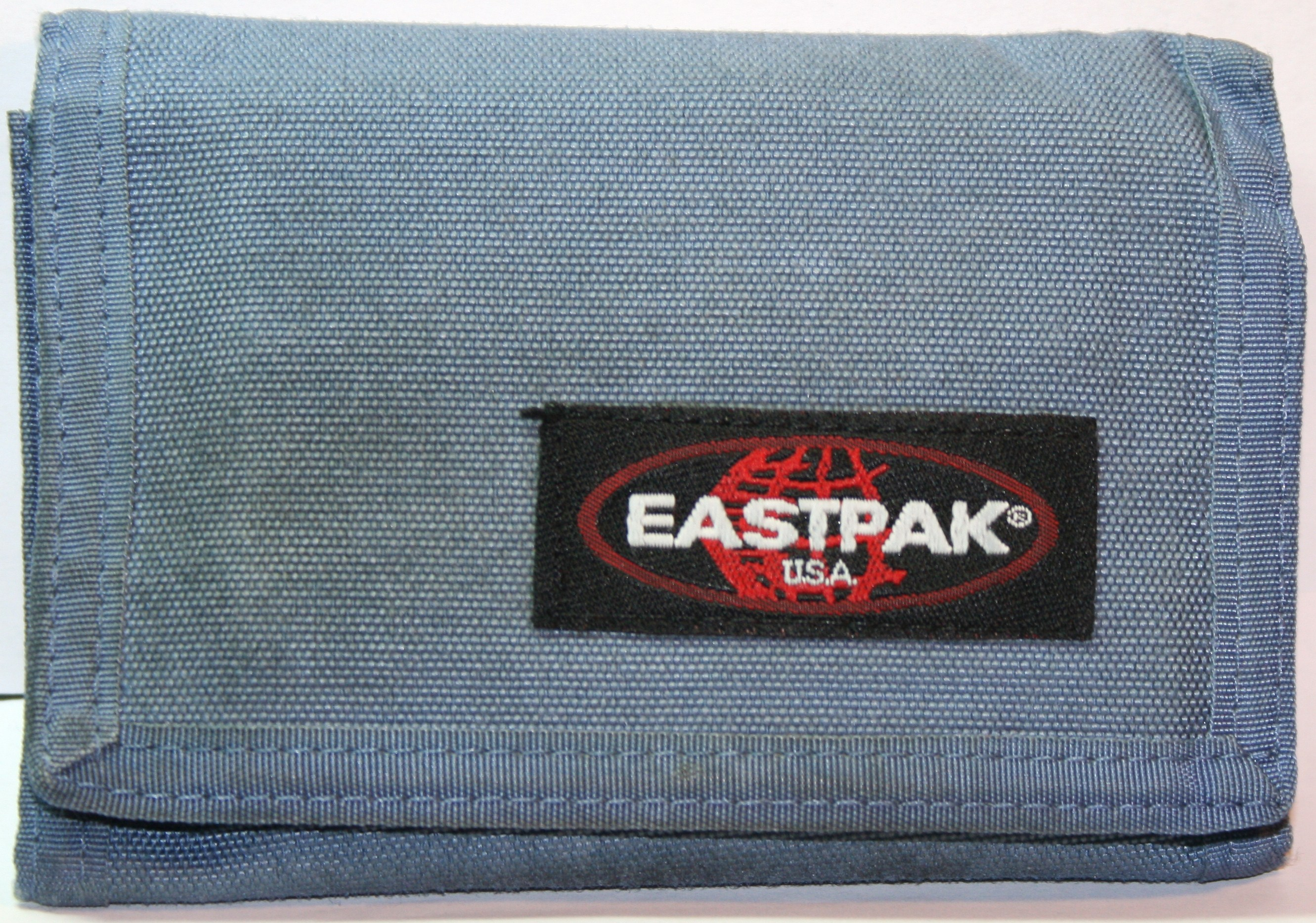
carteira Eastpak

- Altra (2018)
- Eastpak (2000)
- Icebreaker (2018)
- And1 Lab (1999)
- JanSport (1986)
- Kipling (2004)
- The North Face (2000)
- Napapijri (2004)
- SmartWool (2011)
- Supreme (2020)
- Timberland (2011)
- Vans (2004)

### Marcas alienadas
- Vanity Fair lingerie (vendido em 2007 para Fruit of the Loom)
- 7 for All Mankind (vendido em 2016 para a Delta Galil Industries)
- Splendid (vendido em 2016 para a Delta Galil Industries)
- Eagle Creek (vendido em 2021 ao ex-presidente de marcas emergentes da VF Corp. Travis Campbell).[21]
- Ella Moss (vendida em 2016 para a Delta Galil Industries)
- Majestic Athletic (vendido em 2017 para Fanatics)
- Nautica (vendida em 2018 ao Authentic Brands Group)
- Bulwark Protective Apparel (vendido em 2021 para a Redwood Capital Investments, LLC; tornou-se parte da Workwear Outfitters)
- Chef Designs (vendido em 2021 para a Redwood Capital Investments, LLC; tornou-se parte da Workwear Outfitters)
- Horace Small (uma empresa de roupas - fundada em 1937 e com sede em Nashville, Tennessee - que produzia uniformes para serviços de aplicação da lei, bombeiros, EMS, segurança e administração de terras.[22] Em 1999, a empresa foi adquirida pela VF Corporation e foi renomeada como The Force em 2005, mas voltou ao nome da marca original em 2010.)[23] Em 2021, a marca Horace Small foi vendida para a Redwood Capital Investments, LLC; e mais tarde tornou-se parte da Workwear Outfitters.
- Kodiak (vendido em 2021 para a Redwood Capital Investments, LLC; tornou-se parte da Workwear Outfitters)
- Liberty (vendido em 2021 para a Redwood Capital Investments, LLC; tornou-se parte da Workwear Outfitters)
- Red Kap (vendido em 2021 para a Redwood Capital Investments, LLC; tornou-se parte da Workwear Outfitters)
- Terra (vendida em 2021 para a Redwood Capital Investments, LLC; tornou-se parte da Workwear Outfitters)
- VF Solutions (vendida em 2021 para a Redwood Capital Investments, LLC; tornou-se parte da Workwear Outfitters e renomeada como Image Authority)
- Walls (vendido em 2021 para a Redwood Capital Investments, LLC; tornou-se parte da Workwear Outfitters)
- Work Authority (vendida em 2021 para a Redwood Capital Investments, LLC; tornou-se parte da Workwear Outfitters)
- Workrite Fire Service (vendido em 2021 para a Redwood Capital Investments, LLC; tornou-se parte da Workwear Outfitters)

## VF Outlet, Inc.

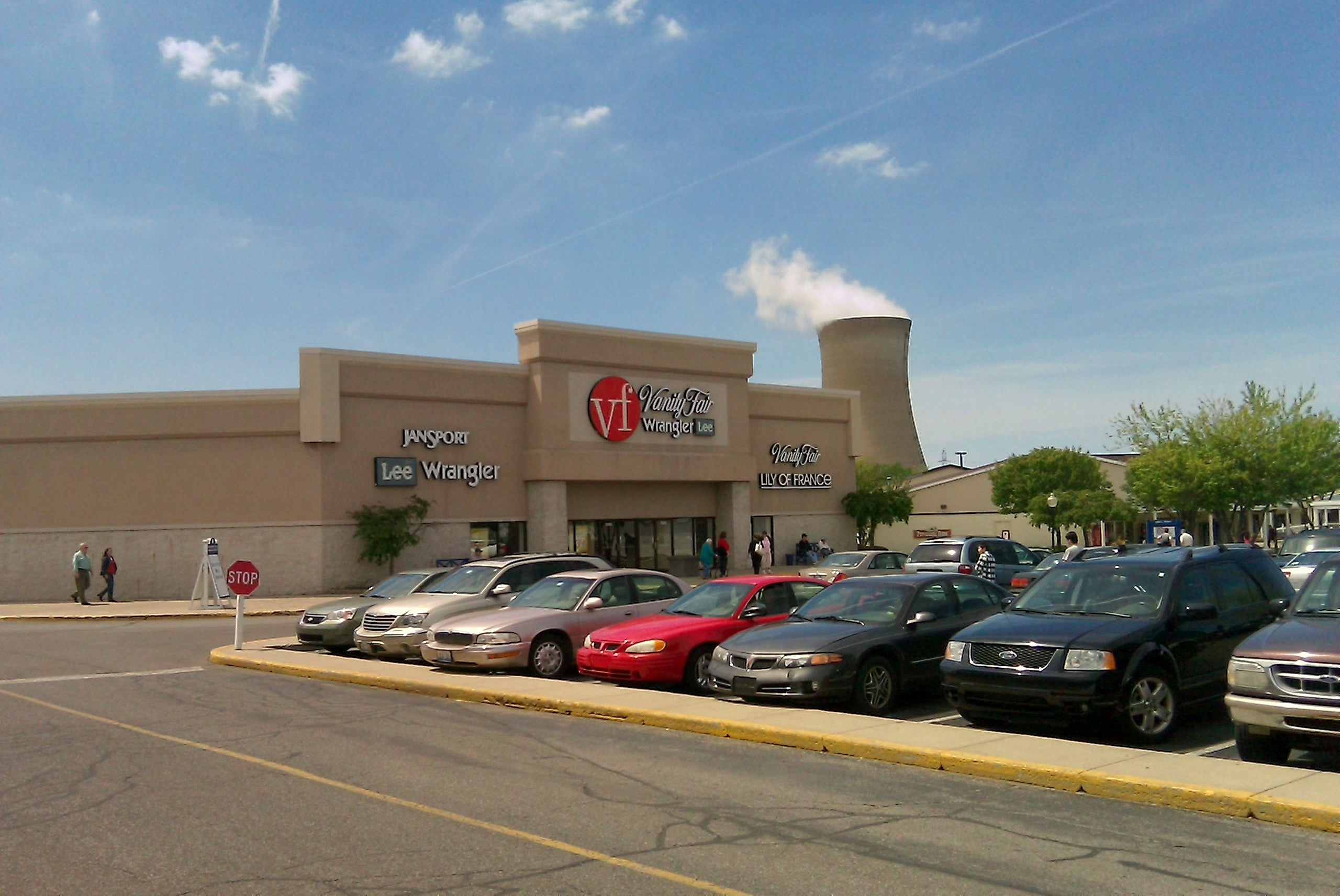
Saída da Vanity Fair, Cidade de Michigan, Indiana.

Em 1970, foi por sugestão de MO Lee, então presidente da VF Corporation, que se estabeleceu o negócio VF Outlet. Os produtos excedentes de fontes da VF, incluindo Berkshire International e Vanity Fair, foram vendidos ao público em uma loja de fábrica de 5.000 pés quadrados, com apenas um pano separando-o da instalação de fabricação da empresa. Ao fazer isso, a VF Corporation criou uma indústria de varejo totalmente nova, o Outlet store. A primeira loja de fábrica da VF Outlet foi inaugurada em Reading, Pensilvânia. O outlet, localizado nas antigas fábricas da Vanity Fair, foi apelidado de "Capital Outlet do Mundo".
As lojas VF Outlet oferecem roupas do dia a dia, incluindo jeans de marca, roupas íntimas, roupas esportivas, roupas de banho e muito mais para mulheres, homens e crianças. Atualmente, a empresa opera 79 lojas em 31 estados do país.
Em outubro de 2013, a VF Outlet lançou sua loja de comércio eletrônico.
O negócio VF Outlet mudou-se para a Kontoor Brands Inc, estabelecida como uma empresa separada em maio de 2019.